# Lupus Dei
Lupus Dei is het tweede studioalbum van de Duitse power-metal band Powerwolf.

## Musici
- Matthew Greywolf – gitaar
- Charles Greywolf – gitaar, basgitaar
- Falk Maria Schlegel – keyboard
- Attila Dorn – zang
- Stéfane Funèbre – slaginstrumenten

## Muziek
| Nr. | Titel                         | Duur |
| --- | ----------------------------- | ---- |
| 1.  | Lupus Daemonis (Intro)        | 1:17 |
| 2.  | We Take It From the Living    | 4:04 |
| 3.  | Prayer in the Dark            | 4:20 |
| 4.  | Saturday Satan                | 5:18 |
| 5.  | In Blood We Trust             | 3:03 |
| 6.  | Behind the Leathermask        | 4:35 |
| 7.  | Vampires Don't Die            | 3:09 |
| 8.  | When the Moon Shines Red      | 4:25 |
| 9.  | Mother Mary Is a Bird of Prey | 3:16 |
| 10. | Tiger of Sabrod               | 3:53 |
| 11. | Lupus Dei                     | 6:08 |